# غوردون يونغ
غوردون يونغ (بالإنجليزية: Gordon Young)‏ هو ملحن أمريكي، ولد في 15 أكتوبر 1919 في ماكفرسون في الولايات المتحدة، وتوفي في 2 أكتوبر 1998.

## وصلات خارجية
- غوردون يونغ على موقع ميوزك برينز (الإنجليزية)